# WindowBlinds
WindowBlinds — программа для изменения графического интерфейса Windows. Разрабатывалась Stardock с 1998 года, и является самым популярным компонентом из пакета программ Object Desktop. Также существует отдельно как компонент ActiveX/COM, под названием DirectSkin. В шестой версии программа поддерживает эффекты альфа-прозрачности, похожие на альфа-канал в Windows Vista, но на Windows XP.
Была достаточно популярна во времена массового использования Windows XP, так как в широких пределах позволяла персонализировать систему «под себя». Доступно множество скинов на любой вкус.
С выходом Windows 7 в некоторой степени утратила свою былую популярность в связи с появлением достаточно красивых стандартных тем Windows 7.